# Chó Carolina
Chó Carolina là một giống chó bản địa có kích cỡ trung bình và là một giống chó hoang dã sống chủ yếu ở Đông Nam Hoa Kỳ, đặc biệt là tại các vùng đất trồng cây thông lá dài, xa xôi và bị cô lập và đầm lầy cây bách. Việc tái thuần hóa những cá thể chó giống Carolina gần đây đã trở nên phổ biến, và chúng có thể trở thành cho vật nuôi trong nhà và đặc biệt tốt với việc hòa nhập xã hội. Kể từ năm 2008, những nỗ lực chọn lọc giống nhân tạo để thành lập giống như một giống tiêu chuẩn (thường được viết hoa là Carolina Dog) đã có tiến bộ, với sự công nhận ở hai câu lạc bộ cấp nhỏ hơn cấp quốc gia về chăm sóc chó và được chấp nhận vào chương trình tạo giống của một loài lớn.

## Sự công nhận
Từ năm 1996, giống chó Carolina có thể được đăng ký với Liên Hiệp các Câu lạc bộ Chăm sóc Chó (UKC), và họ đã công bố một tiêu chuẩn giống chó Carolina chi tiết và chính thức. UKC thường tập trung vào nhóm chó săn và những con chó lao động khác và phân loại Carolina trong nhóm "Chó săn Độc lập và Pariah" của họ, cùng với các giống khác như Chó Basenji của châu Phi và chó lông xoáy Thái Lan. Một tiêu chuẩn giống khác ít cụ thể hơn đã được Hiệp hội giống chó Hoa Kỳ (ARBA) phát hành, đăng ký những con chó hoang dã hoặc thuần hóa ở Carolina. ARBA, chuyên về các giống chó thí nghiệm và các loại chó bản địa không phổ biến, bao gồm Carolina trong Nhóm 5 của họ, và nhóm này bao gồm cả chó Canaan và chó biết hát New Guinea.
Vào tháng 7 năm 2017, Câu lạc bộ Chăm sóc Chó Hoa Kỳ (AKC, cơ quan đăng ký giống chó lớn nhất tại Hoa Kỳ) đã chấp nhận chương trình nhân giống chó Carolina vào Tổ chức Giúp đỡ Động vật nuôi (FSS), bước đầu tiên hướng tới sự công nhận giống của tổ chức AKC cách chính thức. AKA xếp giống chó này vào nhóm "Hound - Chó săn" của họ.